# 日本崖っぷち大賞
日本崖っぷち大賞（にほんがけっぷちたいしょう）とは、1998年に毎日新聞社発行の週刊誌『サンデー毎日』誌上で連載されていた座談会コーナー。全41回。

## 概要
審査委員長のみうらじゅんを筆頭に、泉麻人、山田五郎、安斎肇の各審査委員が、様々なテーマ（就中サブカルチャー）を巡って常識と非常識のはざま、ぎりぎり崖っぷちライン（大賞）を決定する。
みうらが進行役を務めるが、その際大陸や岸壁、海の絵を描いた上で、誰でも知っておくべき「極常識」を「常識大陸」に乗せ、そこまで知らなくてもよいという「非常識」な知識を崖から海へ落とす（つまり「崖落ち」）という趣向であった。
公開会場を利用して、観客を交え都合2度ライブ討論会を行った他、「オヤジ」をテーマとする最終回の「さらば崖っぷちオヤジ」では、東京都中央区銀座のクラブを貸し切り、ホステス2名をゲストに迎え有終の美を飾った。
連載内容をまとめた書籍3冊が、いずれも毎日新聞社から刊行されている。

## テーマとなった題材
以下連載中に取り上げられた題材を紹介する。なお、カッコ内は大賞に選ばれた項目ないし人物を示す。
- ウルトラ怪獣[4]（ダダ[5]）
- タモリ[4]（中洲産業大学[6]）
- ヒゲの有名人[4]（秋篠宮・寬仁親王殿下[7]）
- 切手[4]（蒲原[8]）
- ブルース・リー[4]（ユン・ピョウ[9]）
- オロナミンC[4]（張本勲[10]）
- プロレス技[4]（人間風車[11]）
- 任天堂[12]（社長の名前が読めない[13]）
- 大阪万博[12]（万博目玉男[14]）
- ローリング・ストーンズ[12]（イギリス人[15]）
- エロ語[12]（天狗[16]）
- 巨人の星[12]（パッツ、パッツ[17]）
- オレたちひょうきん族[12]（おでんアツイ[18]）
- 吉田拓郎[12]（サロペット[19]）
- 別注外タレ[12]（チョットマッテクダサイの人[20]）
- 郷ひろみ[12]（若人あきら[21]）
- 沢田研二[22]（岸部兄弟[23]）
- フランス[22]（ムッシュかまやつ[24]）
- ゴジラ[22]（ヒゲゴジラ[25]）
- 巨乳[22]（朝丘雪路[26]）
- インド[22]（インドりんご[27]）
- 幻の雑誌[28]（SLEnDER[29]）
- コメンテーター[28]（グーフィー森[30]）
- 赤塚不二夫[28]（国会で青島幸男が決めたのだ!![31]）
- ハゲの有名人[28]（南部虎弾[32]）
- 日本の祭り[28]（神田古本まつり[33]）
- 一発屋[28]（Oバック[34]）
- 政治家[28]（山口敏夫[35]）
- メガネの有名人[28]（日景忠男[36]）
- 新中年の主張[37]（各審査委員の講演のため無し）
- 裸の有名人[37]（嵐山光三郎[38]）
- 酒のつまみ[37]（ツナピコ[39]）
- 少年[37]（雷門ケン坊[40]）
- 横浜[37]（ジョニー[41]）
- 黒澤明[37]（黒沢明とロス・プリモス[42]）
- SM[43]（鴨居[44]）
- 毒[43]（わッ毒ガスだ[45]）
- 擬音語・擬態語[43]（チャキチャキ[46]）
- クリスマス[43]（三角帽オヤジ[47]）
- 紅白歌合戦[43]（鈴木健二のCCB[48]）
- さらば崖っぷちオヤジ[43]（メカには弱いがメコには強い[49]）